# ۲۴ ساعت تا زنده‌ماندن
۲۴ ساعت تا زنده‌ماندن (به انگلیسی: 24 Hours to Live) یک فیلم علمی تخیلی، اکشن و دلهره‌آور محصول مشترک آمریکا و آفریقای جنوبی است که در سال ۲۰۱۷ میلادی اکران شد. ایثن هاک، شو چینگ، لیام کانینگهام، روتخر هاور و پاول اندرسن در این فیلم به ایفای نقش پرداخته‌اند.
این داستان یک قاتل حرفه ای را دنبال می‌کند که پس از مجروح شدن مرگبار و بازگشت به زندگی به مدت ۲۴ ساعت با استفاده از یک فناوری جدید توسعه یافته، برای انتقام گرفتن و یافتن رستگاری، به جنجال می‌پردازد. این فیلم برای اولین بار در جشنواره فیلم آستین در ۲۶ اکتبر ۲۰۱۷، و در ویدئو به‌درخواست و در سینماهای منتخب در ۱ دسامبر ۲۰۱۷ اکران شد.

## داستان
فیلم داستان یک قاتل اجیرشده به نام تراویس کنراد است که برای شرکتی به نام رد منتین کار می‌کند. در جریان کوشش او برای قتل یک شاهد جنایات شرکت، تراویس کشته‌می‌شود؛ ولی شرکت با تکنیکی ابداعی او را دوباره احیا می‌کند؛ ولی تراویس تنها ۲۴ ساعت برای زندگی وقت دارد. پس درصدد جبران گذشتهٔ خود برمی‌آید و …